# Гедик Ахмед-паша
Гедик Ахмед-паша (казнён 18 ноября 1482 года, Эдирне) — великий визирь Османской империи (1474—1477), капудан-паша (1478—1480), крупный полководец. Прозвище «Гедик» означает «строитель крепостей».

## Биография
По словам Ангиолелло, длительное время служившего при османском дворе, Ахмет-паша происходил из Сербии, по девширме попал в Эндерун, где получил образование. После Эндеруна Ахмет сначала служил во дворце ичогланом, затем на краткий период занимал должность бейлербея Рума (Токата) при Мехмеде II, а затем  был назначен бейлербеем Анатолии в 1461 году. 
По происхождению — серб. Вначале Гедик Ахмед-паша занимал посты бейлербея (наместника) Румелии и Токата, в 1464 году был назначен бейлербеем Анатолии. В 1470 году получил чин визиря.
Гедик Ахмед-паша отличился в войне османского султана Мехмеда Фатиха с Караманидами. В 1471 году он нанёс сильное поражение силам Караманидов. В 1474 году Гедик Ахмед-паша был послан султаном с армией на завоевание центральных областей государства Караманидов, расположенных в горах Тавра. Османские войска, направленные по суше и по морю, отогнали венецанцев от берегов и захватили крепости Эрменак, Меннан и Силифке. Разгромленный и бежавший караманский бей Пир Ахмет (1464-1474) погиб в горах. В конце 1474 года султан Мехмед Фатих назначил Гедик Ахмед-пашу великим визирем Османской империи.
В 1475 году великий визирь Гедик Ахмед-паша возглавил морской поход на генуэзские города-колонии в Крыму. Турки-османы захватили города Кафу, Балаклаву, Солдайю и Тану. Было ликвидировано небольшое княжество Феодоро. Её столица Мангуп была взята штурмом, разорена и разрушена. Крымские татары, проживавшие на полуострове, подчинились верховной власти Османской империи. Крымский хан Менгли I Герай был взят в плен и доставлен в Стамбул, где признал себе вассалом султана Мехмеда Фатиха и был отправлен назад в Крым. Турецкий флот отплыл в северо-восточную часть Чёрного моря и захватил крепость Куба, на выходе в Азовское море, и Анапу на побережье к востоку от Крыма. Южная часть Крыма стал новой османской провинций, в которую вошли Тана (Азов), Куба и Анапа.
В 1477 году Гедик Ахмед-паша был отправлен султаном в отставку. Новым великим визирем был назначен Караманлы Мехмед-паша (1477-1481).
Однажды во время похода Мехмед посетовал на отсутствие «Визиря, который знает своё дело достаточно хорошо, чтобы помочь нам преодолеть проблемы, с которыми мы сталкиваемся». Гедик Ахмед-паша на тот момент сидел в тюрьме. Херсекли Ахмед-паша, один из фаворитов Мехмеда, сказал: «Если бы только ваш слуга Гедик-паша был с нами, мы бы не столкнулись с этими проблемами». Это вмешательство привело к освобождению бывшего великого визира и назначению его на должность капудан-паши.
В 1478-1479 годах санджак-бей Влоры Гедик Ахмед-паша участвовал в походе турецкого султана Мехмеда Фатиха на Албанию, которая была полностью завоёвана и включена в состав Османской империи.
В 1479 году султан Мехмед Фатих объявил войну Неаполю и Милану. По султанскому указу Гедик Ахмет-паша с сильным войском занял острова Аялавра, Кефалония и Занта, составлявшие последние владения графства Кефалонии и Закинфа. 11 августа 1480 года Гедик Ахмет-паша, высадившийся в Италии, взял приступом находящийся на юге Италии город Отранто. Взятие Отранто очень взволновало всю Европу. Ватикан стал готовиться к большому крестовому походу против турок. Однако османский военачальник Гедик Ахмед-паша не стал продолжать продвижение вглубь Италии и занялся укреплением Отранто.
Весной 1481 году после смерти султана Мехмеда Фатиха началась ожесточённая борьба за власть между его сыновьями Баязидом, наместником Амасьи, и Джемом, наместником в Конье. В мае 1481 года Баязид занял Стамбул и провозгласил себя новым султаном. По приказу султана опытный военачальник Гедик Ахмед-паша, бывший ранее лалой Джема, был вызван из Отранто. Гедик Ахмед-паша поддержал султана Баязида в междоусобной борьбе за власть с младшим братом Джемом. В июне 1481 года на стороне Баязида Гедик Ахмед-паша участвовал в битве под Енишехиром, где претендент Джем потерпел поражение. В 1482 году Абдулла, старший сын султана, и Гедик Ахмед-паша отразили от Коньи войско Джема и мятежного караманского принца Касыма. В июле 1482 года Джем бежал на остров Родос, под защиту рыцарей.
18 ноября 1482 года, после большого пиршества в Эдирне, паша был схвачен и казнен. Одним из формальных обвинений стали большие потери при осаде Мангупа в Крыму.
Гедик Ахмед-паша во многом не устраивал Баязида: он резко критиковал военное руководство Баязида в кампании 1473 года; он энергично протестовал против отказа от экспедиции Отранто; он был, несомненно, слишком большим любимцем войск; он был против договора, подписанного с Венецией, и чуть не сорвал переговоры с рыцарями Родоса, потому что он думал, что платить за тюремное заключение Джема продажей достоинства Османского государства; он и его тесть, Исхак-паша, были противниками Мустафы-паша, фаворита Баязида; и Ахмед-паша был очень откровенен, особенно в состоянии опьянения, часто случавшемся с ним.

## Семья
Женой Гедик Ахмеда-паши была дочь Исхака-паши, бывшего (возможно, дважды) великим визирем. Ноллс сообщал о том, что она подверглась насилию со стороны шехзаде Мустафы.